# Phare d'Urðir
Le phare d'Urðir est un phare situé à l'est de l'île principale de l'archipel des Vestmannaeyjar, Heimaey, dans la région de Suðurland.